# 7306 Panizon
7306 Panizon (1994 EH) là một tiểu hành tinh vành đai chính.